# Hans Godeck
Hans Godeck (1872 – 1960) war ein deutscher Theaterschauspieler.

## Leben
Godeck begann seine Bühnenlaufbahn 1891 in Lübeck, setzte dieselbe 1892 in Göttingen fort, wirkte von 1893 bis 1894 beim Münchener Schauspielensemble, 1895 in Leipzig, 1896 in Elbing und trat 1897 in den Verband der Mannheimer Hofbühne. Am 19. Oktober 1922 feierte er sein 25-jähriges Bühnenjubiläum in Mannheim.
Godeck war ein außerordentlich vielseitiger Schauspieler, eine grande utilité und besonders in modernen Rollen mit Erfolg eingesetzt. Dort befand er sich vollkommen in seinem Element, wie z. B. als „Bockerath“ in Einsame Menschen etc. Auch trat er in allen chargierten Rollen, seien diese groß oder klein, erfolgreich auf.
Seit Mitte der 1930er Jahre lebte er in Wangen am Bodensee.